# NGC 6579
NGC 6579 est une petite galaxie spirale (?) située dans la constellation d'Hercule. Sa vitesse par rapport au fond diffus cosmologique est de 4 859 ± 36 km/s, ce qui correspond à une distance de Hubble de 71,7 ± 5,0 Mpc (∼234 millions d'al). NGC 6579 a été découverte par l'astronome allemand Albert Marth en 1864.
En raison d'une brillance de surface égale à 11,81 mag/am2, on peut qualifier NGC 6579 de galaxie présentant une brillance de surface élevée.